# Gandhi-Gymnasium

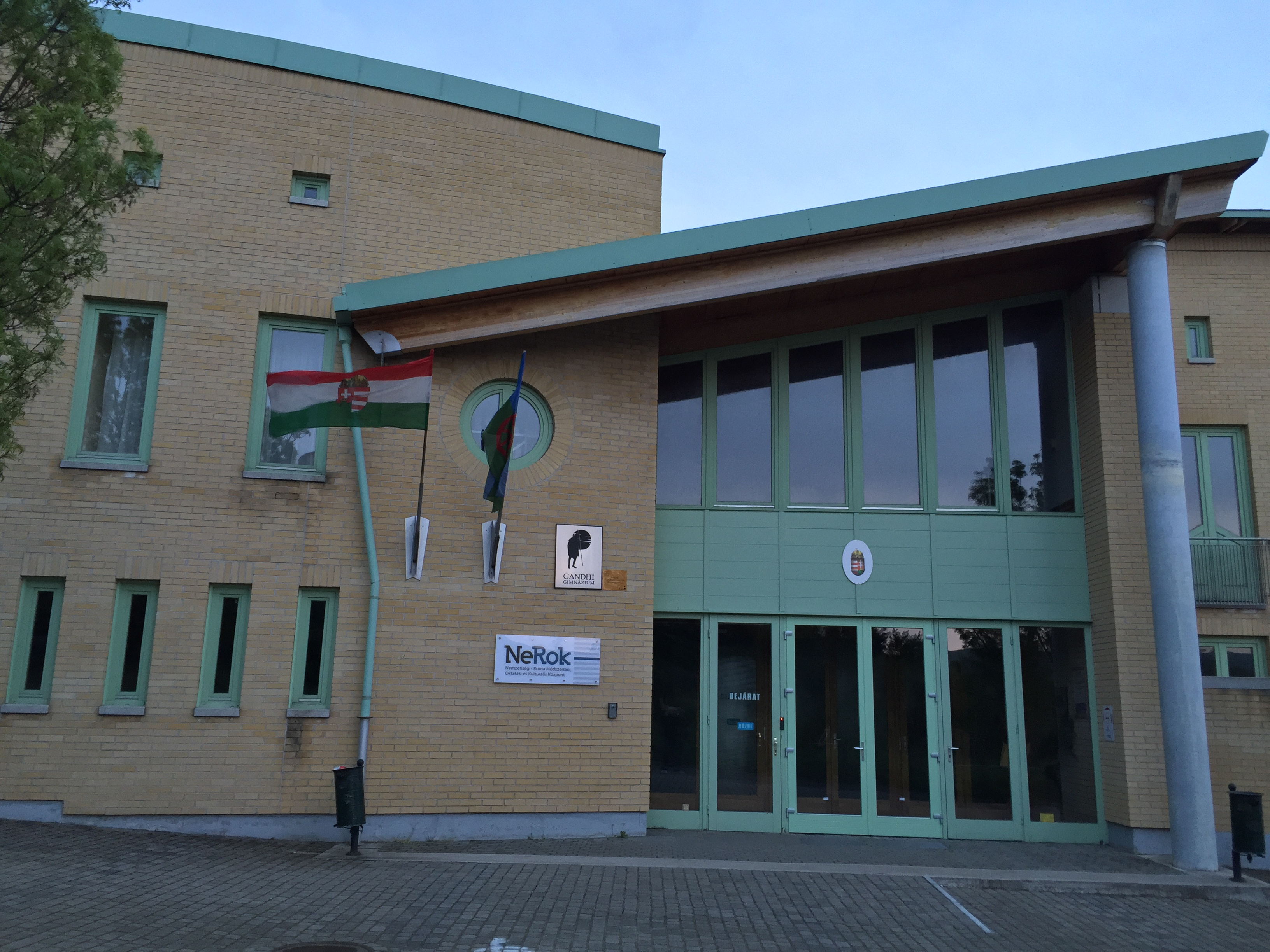
Haupteingang des Gandhi-Gymnasiums in Pécs

Das Gandhi-Gymnasium (ungarisch Gandhi Közalapítványi Gimnázium és Kollégium) in Pécs in Ungarn ist das erste Gymnasium in Europa, welches von Roma gegründet wurde und besucht wird.

## Geschichte
Im Jahr 1992 wurde die Schule von verschiedenen Roma-Organisationen gestiftet. Seit 1994 ist das Gymnasium im Betrieb. Benannt wurde es nach dem Inder Mahatma Gandhi, was die indische Herkunft aller Roma-Gruppen hervorheben soll. Mitbegründer und erster Direktor der Schule war János Bogdán, der aus dem Komitat Somogy stammt. Nach einer Lehre studierte er an der Janus-Pannonius-Universität die Fächer Geschichte sowie Ungarische Sprache und Literatur für das Lehramt an Gymnasien. Er entwickelte das pädagogische Basiskonzept des Gandhi-Gymnasiums und erarbeitete die ersten Lehrpläne für die Schule. Finanziert wird das Gymnasium durch staatliche Mittel, Gelder der Europäischen Union sowie Spenden.
Im ersten Schuljahr 1994 besuchten zunächst 56 Schüler die Schule. Im Jahr 2010 haben insgesamt 41 Schüler maturiert, von denen 38 ein Studium aufgenommen haben, 2011 hatte die Schule rund 250 Schüler. Seit dem Jahr 2000 haben fast 400 Schüler eine Vollzeitausbildung abgeschlossen, und über 300 von ihnen haben ein Abitur erworben.
Im Februar 2013 wurde anlässlich der Feierlichkeiten zum zwanzigjährigen Bestehen der Schule ein Denkmal für Mahatma Gandhi, den Namensgeber der Schule eingeweiht.

## Ziele und Lehrplan
Ein Ziel war, eine Möglichkeit zu schaffen, dass Roma-Kinder einen Maturaabschluss machen können, um die Situation der Volksgruppe in Ungarn durch Bildung zu verbessern, da der aktuelle Anteil der Roma-Akademiker in Ungarn nur bei ungefähr ein Prozent liegt. Weiterhin soll den Jugendlichen ein Bewusstsein für ihre eigene Kultur vermittelt werden. So sind im Lehrplan neben den üblichen Fächern auch Roma-Kultur und der Unterricht der beiden Roma-Sprachen Beás und Lovári verankert. Als Fremdsprachen werden Englisch und Deutsch angeboten. Die Ausstattung der Schule ist zeitgemäß mit einer großen gut bestückten Bibliothek, Informatik-Räumen und einer Sporthalle. Mittlerweile ist an die Schule auch ein Internat angegliedert, in dem bis zu 340 Schüler wohnen.
Das Gandhi-Gymnasium versteht sich als offene Schule und kann auch von Nicht-Roma besucht werden. Zudem ist es auch möglich, dass Roma- und Nicht-Roma-Erwachsene, die aus verschiedenen Gründen ihre Ausbildung nicht abgeschlossen haben, die Matura nachholen, was durch Abendklassen wie auch Fernunterricht möglich ist.